# Agathemera claraziana
Agathemera claraziana är en insektsart som först beskrevs av Henri Saussure 1868.  Agathemera claraziana ingår i släktet Agathemera och familjen Agathemeridae. Inga underarter finns listade i Catalogue of Life.